# Ассоциация современных языков Малайзии

Логотип Ассоциации современных языков Малайзии

Ассоциация современных языков Малайзии (Malaysian Association of Modern Languages) зарегистрирована в 1986 г. как организация, объединяющая преподавателей и исследователей современных языков, особенно тех, что преподаются в Малайзии: малайский, английский, арабский, бирманский, китайский, русский, итальянский, корейский, японский, немецкий, французский, португальский, испанский, тамильский, тайский, филиппинский. Кроме того, членами организации являются исследователи аборигенских языков, в частности ибан и мах мери. Патроном ассоциации является наследный принц Перака (до 2014 года), а затем Султан Доктор Назрин Шах ибни Султан Азлан Мухибуддин Шах, а президентом — выдающийся лингвист Малайзии профессор Д-р Асмах Хаджи Омар. Ассоциация проводит международные конференции, национальные семинары, организует лекции и курсы, участвует в фестивалях языков, выпускает журнал «Bahasa Jendela Alam» (Язык — окно в мир) с периодичностью один раз в год.